# Choudhary Charan Singh
Choudhary Charan Singh (în limba hindi चौधरी चरण सिंह; n. 23 decembrie 1902, Noorpur⁠(d), India Britanică, India – d. 29 mai 1987, New Delhi, Teritoriul Capitalei Naționale Delhi⁠(d), India) a fost un politician indian și prim-ministru al Indiei în perioada 28 iulie 1979 - 14 ianuarie 1980.